# Епархия Аччия
Епархия Аччия (фр. diocèse d'Accia, лат. Dioecesis Acciensis) — упраздненная епархия, в настоящее время титулярная епархия Римско-Католической церкви. Одна из 6 исторических диоцезов на Корсике. 

## История
Современная титулярная епархия Аччия является преемницей исторической католической епархии, которая существовала с IX века на территории современного департамента Верхняя Корсика, Франция. Первые имена епископов Аччии неизвестны; только в 909 году документально упоминается Николай (Николаус) как епископ Аччии.
Епархия Аччия (как и все корсиканские епархии) имела викарный статус и входила в состав архиепархии Пизы. С XII века резиденция епископов Аччии размещалась в Казальте в местечке под названием Коста де Фьори, а позже, в монастыре святого Антония в Казабьянке. В 1133 году вместе с епархиями Мариана и Неббиоло входит в юрисдикцию архиепархии Генуи. Епархия была самой наименьшей на территории Корсики и охватывала лишь 15 приходов. 30 января 1563 года епархия Аччия была упразднена.
В 1968 году епархия Аччия стала титулярной епархией Римско-Католической церкви.

## Ординарии епархии
- Николай (упоминается в 909)
- Риккобоно (упоминается в 930)
- Энрико (упоминается в 1133)
- Опизо (упоминается в 1237 году)
- Имеро Гвардалупо (1267—1272)
- Бенвенуто Нонно (1297—1332)
- Анджело (20 сентября 1332—1344)
- Николай II (28 мая 1344—1348)
- Франческо де Куессо (11 февраля 1348 -?)
- Раймон де Пьяченца (13 мая, 1377 -?)
- Франческо Бонаккорси (13 октября, 1400 -?)
- Людовик Нарни (26 марта 1401 -?)
- Агнелло Наполи (30 мая, 1421 -?)
- Альберто де Казини (6 февраля 1441 — 8 сентября 1450)
- Антонио Омесса (17 марта 1451 -?)
- Джованни Андреа Бусси † (3 марта, 1463 — 23 июля, 1466)
- Антонио де Бонумбре[эст.] (4 мая, 1467 -?)
- Бартоломео Панмоглио (14 апреля, 1480 -?)
- Паоло Фрегозо (26 марта, 1493—1493/1494)
- Антонио ди Джироламо Сабиако (21 февраля 1494 -?)
- Доменико де Валлетари (21 августа, 1500—1521)
- Бернардино де Лука (16 октября, 1521 -?)
- Бенедетто де Нобили (1536—1545)
- Джироламо Боккадоро (26 августа 1545 -?)
- Пьетро Аффатато (14 февраля 1547 — 3 июля 1553)
- Агостино Сальваго (18 августа, 1553 — 28 ноября, 1558)
- Джулио Суперхио (14 февраля 1560 — 30 января 1563)

Титулярные епископы
- Луис Рохас Мена (6 мая 1968 — 20 августа 1969)
- Жан-Батист Ама (12 декабря 1974 — 22 июля 1983)
- Луи Жан Дюфау (27 февраля 1984 — 10 марта, 1988)
- Жан Зербо (21 июня, 1988 — 19 декабря 1994)
- Жан-Клод Периссе (16 ноября, 1996 года — 12 ноября, 1998)
- Джеймс Лю Тан-гуй (18 мая, 1999 года — 4 декабря, 2004)
- Рохус Йозеф Татамаи (8 июля, 2005 года — 29 Ноябрь 2007)
- Роберто Франциско Феррериа Пас (19 декабря 2007 года — 8 июня 2011 года)
- Джованни Криппа (21 марта, 2012 — 9 июля 2014)
- Леви Бонатто (8 октября 2014 — по настоящее время)